# Cyanophomella acervalis
Cyanophomella acervalis är en svampart som först beskrevs av Pier Andrea Saccardo och fick sitt nu gällande namn av Franz Xaver von Höhnel 1918. 
Cyanophomella acervalis ingår i släktet Cyanophomella och familjen Nectriaceae.   Inga underarter finns listade i Catalogue of Life.